# Jan Hnízdil
Jan Hnízdil (* 14. srpna 1958, Mnichovo Hradiště) je český zdravotní poradce, celostní a rehabilitační lékař, jeden z průkopníků české komplexní a psychosomatické medicíny a také autor a spoluautor celostně-medicínsky zaměřených odborných a popularizačních knih. Po odchodu z České lékařské komory na protest proti jednání jejího vedení za doby covidu-19, způsobem cíleného neuhrazení členského poplatku na další rok, v roce 2024 ztratil oprávnění k výkonu lékařské praxe v České republice a stal se zdravotním poradcem.

## Život
Jan Hnízdil vystudoval s červeným diplomem 1. lékařskou fakultu Univerzity Karlovy v Praze, byl atestovaným internistou a rehabilitačním lékařem, po studiu pracoval jako odborný asistent na katedře tělovýchovného lékařství FTVS UK. Během studií a práce odborného asistenta na FTVS UK byl do roku 1989 členem Komunistické strany Československa, za což se podle svých slov dodnes stydí. Deset let vedl rehabilitační oddělení fakultní polikliniky Všeobecné fakultní nemocnice v Praze.
Jako externista také přednášel problematiku dopingu a sportovní zátěže na 3. LF UK v Praze. Stal se také členem akreditační komise Ministerstva zdravotnictví ČR pro psychosomatiku.
V roce 2024, po předcházejících sporech s vedením České lékařské komory ohledně tématu proticovidových opatření a nátlaku na experimentální genetickou vakcinaci (technologie mRNA de facto genové terapie), byl podle práva členem ČLK do 29. února 2024, své členství ukončil neuhrazením povinného poplatku k 1. březnu 2024, a protože je členství v ČLK pro každého lékaře v ČR povinné, ztratil tím možnost předepisovat léky, posílat pacienty na další vyšetření a všechna další s tím související oprávnění.
| „                   | „S politováním konstatuji, že ČLK během covidizmu porušovala základní principy lékařské profese a mravnosti, potlačovala kritické názory, oponenty dehonestovala, zneužívala povinného členství k prosazování vlastních názorů a mocenských cílů, šířením iracionálního strachu se podílela na rozvratu zdravotnictví i celé společnosti. Za toto profesionální a etické selhání odmítá nést zodpovědnost. Rozhodl jsem se proto Českou lékařskou komoru, pro hrubé porušování odbornosti a etiky, z mého společenství vyloučit, dnem splatnosti členských příspěvků za rok 2024 členství ukončit a po čtyřiceti letech lékařské praxe přejít na pozici léčitele.“ | “ |
| — MUDr. Jan Hnízdil | |   |

Ve svých 65 letech tak navázal na svou předchozí praxi lékaře jako zdravotní poradce a Hnízdo zdraví smluvně předal kolegovi psychosomatikovi. Protože ale smluvní předání Hnízda zdraví neobsahovalo v písemné podobě ústní dohody mezi novým majitelem a doktorem Hnízdilem, byla doktoru Hnízdilovi překvapivně následně odepřena možnost v Hnízdě zdraví nadále působit 3 dny v týdnu po dobu 5 let jako zdravotní poradce dle původní ústní dohody, web Hnízda zdraví (a tím i léta budovaná značka) byl vypnut, termíny objednaných pacientů odvolány, seznam pacientů s kontakty znepřístupněn, atd. Jan Hnízdil o tomto referoval např. v rozhovoru pro redakci žurnalistů Nadačního fondu Svědomí národa, nebo pro Krajské listy, kde zmínil také, že protistrana si najala „elitního právníka se jménem dravého ptáka“.

## Veřejné působení
Jan Hnízdil je znám díky svému veřejnému působení a knihám, snaze o výklad medicíny celostně (komplexně, holisticky), tj. tak, že zdravotní stav pacienta výrazně závisí na jeho psychickém stavu a na jeho tzv. životním příběhu, kdy případná nemoc zapadá do kontextu pacientova života a řešení jednotlivých životních situací. Znám je také pro kritiku současného jednostranně biologického zaměření moderní západní medicíny a snaze o jeho vyvážení o celostní (holistický, komplexní) pohled a návrat ke kořenům a pravému smyslu medicíny. Dále se opakovaně veřejně vyjadřoval k problematice dopingu ve vrcholovém sportu, o kterém napsal ze svých zkušeností sportovního lékaře knihu Doping, aneb, Zákulisí vrcholového sportu. Kritizuje, podle něj chorobnou, provázanost zdravotnického systému a lobby nadnárodních farmaceutických firem. Doporučuje a usiluje o změny ve vzdělávání budoucích lékařů ve smyslu výrazného rozšíření výuky psychosomatiky pro všechny budoucí lékaře bez ohledu na budoucí specializaci, protože psychosomatiku chápe (vedle dokonalé znalosti biologické – školní medicíny) jako jádro a výchozí bod pro další jednání a pomoc pacientům. Tyto myšlenky shrnul např. ve své netradičně pojaté knize o přístupu k vlastnímu zdraví každého člověka s názvem Mým marodům: Jak vyrobit pacienta.
Pracuje s podobně smýšlejícími kolegy a přáteli (dříve také např. s filozofem a životním poradcem Ing. Janem Konfrštem) na budování nového psychosomatického a vzdělávacího zdravotnického centra s názvem Hnízdo zdraví, které založil, a které se podle Jana Hnízdila má stát základem nového, komplexního způsobu medicínské praxe a vzdělanosti, potažmo nového medicínského paradigmatu.
Během covidové doby byl silným kritikem nošení roušek v přírodě, postavil se restrikcím ze strany vlády. Za jeho názory mu byl ke konci roku 2021 po více než deseti letech redakčně uzavřen blog na portálu Aktuálně.cz. Zřídil si tak nový blog na zpravodajském portálu Echo24.cz, respektive blogosvět.cz, kde dále publikuje jak své texty, tak texty dalších odborníků a přátel (např. MVDr. Jana Urbánka MBA, nebo Jana Konfršta). Silně kritizoval celospolečenské dopady proticovidových restrikcí zejména na nejmladší generaci a celkové sebepoškození společnosti přehnanou hysterií.
V roce 2025 vydal knihu s nazvem Jak být zdravý v nemocné společnosti.

## Kritika
Proti tvrzením Jana Hnízdila o psychosomatice se postavil svým prohlášením výbor Společnosti psychosomatické medicíny ČLS JEP. Předseda společnosti, Vladislav Chvála, se pro Medical Tribune dokonce vyjádřil v tom smyslu, že Hnízdilovo pojetí psychosomatiky devalvuje tento obor na úroveň amatérského léčitelství.
V roce 2015 mu byl českým spolkem skeptiků Sisyfos (jehož býval dříve členem) udělen zlatý Bludný balvan za diskreditaci psychosomatické medicíny v očích odborné i laické veřejnosti. Doktor Hnízdil, jako bývalý aktivní člen Českého klubu skeptiků Sisyfos, zareagoval na udělení této anticeny tak, že si ji přišel slavnostně převzít a pronesl svou děkovnou řeč ke shromáždění klubu ve Strouhalově posluchárně v budově MFF Univerzity Karlovy.

## Dílo
- Doping aneb Zákulisí vrcholového sportu
- Cvičení při bolestech zad
- Mým marodům: Jak vyrobit pacienta
- Zaříkávač nemocí: Chcete se léčit, nebo uzdravit?
- Příběhy obyčejného uzdravení
- Všichni jsou psychopati, jenom já jsem letadlo
- Jak být zdravý v nemocné společnosti

Dále je Jan Hnízdil spoluautorem těchto knih:
- O bolesti zad: Všechno, co jste kdy chtěli vědět, ale báli jste se zeptat
- Kronika doby covidové
- Jak účinně čelit bolestem zad
- Vadné držení těla dětí
- Jak léčit nemoc šílené medicíny aneb Hippokratova noční můra
- Akupunktura: Mýty a realita
- Artróza v psychosomatickém přístupu: Artróza kyčelního kloubu